# 應用外語系
應用外語系，又稱應用外國語系，是中華民國大專院校專門培育外國語能力的學系，簡稱應外系，英文名為Department of Applied Foreign Languages。但相較於「外國語文學系」（簡稱「外文系」），教學內容著重於實用和商業，而非文學、語言學。不同於其他相關系所以文學、語言學為主要發展重點，而專注於培養學生實際語言應用能力與紮實之溝通能力，開拓國際視野、落實全人教育為宗旨，期能造就具外語溝通能力的新世紀國家社會中堅分子。為提供基本訓練傳授專業知識，除鼓勵學生多修學分外，並從事輔修與雙主修計晝，增加學生學習的彈性。通常隸屬於人文（社會）、商業或（暨）管理學院或學群。
現今，許多學校未針對語言細分，普遍規劃為第一外語是英語，而需學第二外語（通常是日語，或是其他外語如韓語、法語、西班牙語、德語等）。但即使有分，仍以英語和日語為主。

## 基礎學科
- 英文文法與修辭
- 英文字彙
- 英文聽力
- 英文會話
- 英文閱讀
- 英文寫作
- 第二外國語

## 專業學科
- 英語教學概論
- 語言學概論
- 英文文學欣賞
- 英中口譯
- 英中筆譯

## 台灣設有應用外語系的學府
- 國立臺北大學應用外語學系
- 國立嘉義大學外國語言學系應用外語組
- 國立屏東大學應用英語學系、應用日語學系
- 國立金門大學應用英語學系
- 國立臺灣科技大學應用外語系
- 國立臺北科技大學應用英文系
- 國立臺北商業大學應用外語系
- 國立臺中科技大學應用英語系、應用日語系
- 國立勤益科技大學應用英語系
- 國立雲林科技大學應用外語系
- 國立虎尾科技大學應用外語系
- 國立高雄科技大學應用英語系、應用日語系、應用德語系
- 國立高雄餐旅大學應用英語系、應用日語系
- 國立屏東科技大學應用外語系
- 國立澎湖科技大學應用外語系
- 大同大學應用外語學系
- 銘傳大學應用英語學系、應用日語學系
- 中原大學應用外國語文學系
- 元智大學應用外語學系
- 實踐大學
  - 台北校區：應用外語學系
  - 高雄校區：應用日文學系
- 中山醫學大學應用外國語言學系
- 佛光大學語文學系應用英日語組、語文學系應用英韓語組
- 開南大學應用英語學系、應用日語學系
- 義守大學應用日語學系
- 真理大學應用日語學系
- 長榮大學應用日語學系
- 大葉大學應用日語學系
- 中華大學應用日語學系
- 玄奘大學應用日語學系
- 致理科技大學應用英語系、應用日語系
- 樹德科技大學應用外語系
- 龍華科技大學應用外語系
- 景文科技大學應用外語系
- 輔英科技大學應用外語系
- 明新科技大學國際商務外語系（原 應用外語系）
- 健行科技大學應用外語系英語組、應用外語系日韓語組
- 正修科技大學應用外語系
- 台鋼科技大學觀光外語系（原 應用外語系）
- 嶺東科技大學應用外語系應用英語組、應用外語系應用日語組
- 德明財經科技大學應用外語系、應用外語系日文組
- 臺北城市科技大學應用外語系
- 僑光科技大學應用外語系
- 朝陽科技大學應用英語系
- 台南應用科技大學應用英語系
- 弘光科技大學國際溝通英語系（原 應用英語系）
- 南臺科技大學應用日語系
- 修平科技大學應用日語系
- 康寧大學
  - 台北校區：應用外語科（五專部）
- 崇仁醫護管理專科學校應用外語科（五專部）
- 樹人醫護管理專科學校應用英語科（五專部）、應用日語科（五專部）
- 中華民國陸軍軍官學校應用外語系
- 中華民國海軍軍官學校應用外語系
- 中華民國空軍軍官學校應用外語系
- 空軍航空技術學院應用外語科（二專部）
- 陸軍專科學校應用外語科（二專部）